# Air Nigeria
Air Nigeria (origineel Virgin Nigeria Airways, nadien ook Nigerian Eagle Airlines) was een Nigeriaanse luchtvaartmaatschappij met thuisbasis in Lagos. Virgin Nigeria opereert internationaal en regionaal. De thuisbasis was Murtala Muhammed International Airport (LOS).

## Geschiedenis
Op 28 september 2004 hebben de Nigeriaanse overheid en Virgin Atlantic Airways een overeenkomst getekend voor een nieuwe Nigeriaanse luchtvaartmaatschappij met de naam Virgin Nigeria Airways. Lokale Nigeriaanse investeerders hebben een belang van 51% in de luchtvaartmaatschappij en Virgin Atlantic Airways heeft 49%. De eerste vlucht was op 28 juni 2005 van Lagos naar Londen-Heathrow en hierbij werd een Airbus A340-200 gebruikt. Daarna werd Virgin Nigeria de grootste en veiligste luchtvaartmaatschappij in Nigeria met een vloot van 9 toestellen en 13 bestemmingen. Binnen twee jaar werden 1 miljoen passagiers vervoerd en 4000 ton vracht.
Op 17 september 2009 veranderde het bedrijf zijn naam in Nigerian Eagle Airlines, minder dan een jaar later, op 2 juni 2010 volgde een nieuwe naamswijziging naar Air Nigeria. Het bedrijf stopte alle operaties op 10 september 2012 nadat het eerder op 13 juni 2012 zijn vlieglicentie ingetrokken zag na veiligheidscontroles. De Virgin Group behield tot de stopzetting zijn aandeel van 49% in het bedrijf.

## Diensten
Virgin Nigeria Airways voerde in juni 2007 lijnvluchten uit naar:
Binnenland:
- Abuja, Calabar, Kano, Lagos, Owerri, Port Harcourt, Sokoto.

Buitenland:
- Accra, Cotonou, Dakar, Douala, Johannesburg, Londen (Gatwick en Heathrow).

## Vloot
De vloot van Virgin Nigeria Airways bestond uit: (oktober 2008)
- 2 Boeing B767-300(ER)
- 5 Boeing B737-300
- 1 ATR 42
- 1 Embraer 190/195